# Matanza (película)
Matanza es una película documental de Argentina filmada en colores dirigida por Nicolás Batlle, Rubén Delgado, Fernando Menéndez y Emiliano Penelas sobre su propio guion que se estrenó el 19 de septiembre de 2002 y fue candidata para el Premio Cóndor de Plata 2003 al mejor videofilme. El Grupo Documental Primero de Mayo se inició en la Escuela de Cine del Instituto Nacional de Cine y Artes Visuales de Argentina y sus integrantes se proponen realizar su producción a partir del punto de vista de la clase obrera.

## Sinopsis
La lucha popular en La Matanza durante los años 1997 a 2001. El surgimiento del movimiento social piquetero y la crisis económica de 2001 retratados mediante el seguimiento durante cuatro años de una familia marginal en su esfuerzo por conseguir tierras, salud, educación y trabajo.

## Fecha de estreno comercial
19 de septiembre de 2002 en el Cine Cosmos Av. Corrientes 2046 C.A.B.A.

## Exhibición en Festivales
Fue exhibida en el Buenos Aires Festival Internacional de Cine Independiente el 24 de abril de 2002.

## Comentarios
Adolfo C. Martínez en La Nación escribió:

”Felizmente, "Matanza" no apunta al discurso político ni se encierra en una cinematografía de protesta…Simplemente los directores atraparon con sus ágiles cámaras la lucha de esos marginales por rescatar algo de optimismo dentro de un micromundo cada vez más devastador y afligente… "Matanza" alcanza el valor del documento que no utiliza la remanida voz en off ni se regodea con un montaje tamizado por la pretensión. Todo en este film es natural y aterrador y, a la vez, grita a las conciencias sordas que se empeñan en no escuchar el clamor de los desposeídos.”

Recogiendo declaraciones de los codirectores del filme, Cristián Vitale escribió en Página/12:

"Cuenta Rubén Delgado: “Ibamos a los cortes y compartíamos vivencias con la gente, y lo que más impresionaba eran los testimonios tipo ‘a nadie le gusta cortar una ruta –extracta–, es traumático estar con los chicos acá, un lugar frío, peligroso y feo’. Nosotros lo vivimos así, privilegiamos la visión humana”. Matanza se proyectó en la Universidad de Madrid y en Barcelona para unas 2 mil personas. También en el Sindicato de Camioneros de París y, a instancias de Osvaldo Bayer, en la Universidad de Berlín. “El cacerolazo de Berlín lo hizo gente que vio Matanza”, destaca Emiliano Penelas, socio de Delgado. El Grupo 1º de Mayo imita la metodología de organización piquetera. Lo explica Delgado: “También hacemos asambleas para determinar los cortes de la película, etcétera. Queremos tener el perfil de la clase obrera."